# Fearless Records
Fearless Records ist ein US-amerikanisches Musiklabel mit Sitz in Westminster, Kalifornien. Es wurde 1992 von Bob Becker gegründet und setzt seinen inhaltlichen Schwerpunkt auf die Genres Punk und Independent.

## Geschichte
Das Label hat seinen Sitz in Westminster, Kalifornien. Das Label ist unter anderem in der US-amerikanischen Pop-Punk-Szene bekannt, nicht zuletzt wegen der Fearless Flush Sampler und Punk Bites-Veröffentlichungen, oder Veröffentlichungen von Bands wie zu Beginn von Bigwig, Dynamite Boy und später Sugarcult, The Aquabats und Plain White T’s, sowie von der Post-Hardcore-Band At the Drive-In.
Seitdem hat das Label mit ihrer musikalischen Ausrichtung experimentiert. Bands wie Blessthefall, Tonight Alive, The Maine, Mayday Parade und Breathe Carolina erlangten durch ihre Zusammenarbeit mit der Plattenfirma große Bekanntheit. Seit 2000 erscheint die Punk Goes …-Kompilationen, in denen Bands, die bei Fearless Records unter Vertrag stehen, bekannte Stücke aus anderen Genres covern.
Das 2005 erschienene Album All That We Needed von den Plain White T’s entpuppte sich als Durchbruch, sowohl für die Band als auch für die Plattenfirma. Die Single Hey There Delilah erreichte Platz 1 in den US-Single-Charts und erreichte eine Mehrfach-Platin-Auszeichnung. 2011 erschien das Album Hell Is What You Make It von Breathe Carolina. Die Single Blackout avancierte zu einem weiteren Erfolg des Labels. Es stieg auf Platz 32 ein und erreichte inzwischen die Goldene Schallplatte. Am 22. November 2010 erschien die erste Kompilation des Labels, dass komplett auf Weihnachten ausgerichtet wurde. Acht Künstler des Labels schrieben eigene Weihnachtsstücke, die im Rahmen dieser Kompilation veröffentlicht wurde. Diese Kompilation heißt ’Tis the Season to Be Fearless. 2012 wurde stattdessen ein Punk Goes Christmas-Sampler herausgebracht.
Im Oktober 2012 öffnete das Tochterlabel Old Friend Records, dass sich hauptsächlich auf Indie-Rock spezialisiert hat. Im November 2013 folgte mit Outerloop Records die Eröffnung des zweiten Tochterlabels. Die erste Band, die bei Outerloop Records unter Vertrag steht, ist die Metalcore-Band Ice Nine Kills. Mitte November des Jahres 2017 wurde Shan Dan Horan, welcher in der Vergangenheit bei Century Media arbeitete und Präsident der Plattenfirma Artery Recordings war, als neuer Kopf bei Outerloop Records vorgestellt.
Mit As It Is, Oceans Ate Alaska und Follow My Lead nahm die Gruppe erstmals Bands aus dem Vereinigten Königreich und der Republik Irland unter Vertrag. Im Mai 2015 wurde das Label von der Concord Bicycle Music Group, welche bereits die Plattenfirmen Wind-Up Records, Sugar Hill Records und Vanguard Records besitzt, erworben. Hierfür zahlte das Musikunternehmen ungefähr 10 Millionen USD. Gründer und Präsident Bob Becker wird weiterhin die Leitung des Plattenlabels übernehmen.
Am 15. Mai 2018 wurde bekannt, dass Fearless Records eine Zusammenarbeit mit Razor & Tie bekanntgegeben hat. Demnach wird Razor & Tie künftig als Tochterunternehmen von Fearless Records geführt. Beide Unternehmen gehören zur Concord Bicycle Music Group. Durch die Unterschrift von Starset bei Fearless wurde eine künftige Kooperation beider Musikunternehmen angedeutet. Starset stand zuvor bei Razor & Tie unter Vertrag. Seit dem 11. Dezember 2018 fungieren Jenny Reader und Andy Serrao als Co-Präsidenten bei Fearless Records. Beide wurden von Label-Gründer Bob Becker, welcher seinen Rücktritt bekanntgab, ausgewählt.

## Bands

### Fearless Records
- As It Is[6]
- The Aquabats
- August Burns Red[7]
- Blessthefall
- Bloodywood
- Chase Atlantic
- Chunk! No, Captain Chunk!
- The Color Morale
- The Downtown Fiction
- Eat Your Heart Out
- Get Scared
- Grayscale
- Ice Nine Kills[8]
- I Prevail[9]
- Mayday Parade
- Milestones
- Movements
- My Enemy & I
- Oceans Ate Alaska
- Pierce the Veil
- Real Friends
- Starset
- The Summer Set
- Sworn In
- Tonight Alive
- Underoath
- Until I Wake
- Varials
- Volumes
- Wage War[10]
- The White Noise
- The Word Alive
- The Plot In You

#### Früher bei Fearless Records
- 30 Foot Fall
- A Skylit Drive
- A Static Lullaby
- Alesana
- Amely
- Anatomy of a Ghost
- Artist vs Poet
- At the Drive-In
- Bigwig
- Brazil
- Breathe Carolina
- Dynamite Boy
- Every Avenue
- Eye Alaska
- Eve 6
- Follow My Lead[11]
- For All Those Sleeping
- Forever the Sickest Kids
- The Fully Down
- Gatsbys American Dream
- Glasseater
- Go Radio
- Junction 18
- The Maine
- The Morning Light
- Motionless in White
- Plain White T’s
- Portugal. The Man
- Rock Kills Kid
- So They Say
- Sparks the Rescue
- Straight Faced
- Sugarcult
- Upon This Dawning
- White Kaps
- Yesterday′s Rising

### Outerloop Records
- Brightwell
- Chasing Safety
- Jason Lancaster
- Lorna Shore
- Youth in Revolt

### Old Friend Records
- Carousel
- Hellogoodbye
- The Static Jacks
- Wild Party

## Punk Goes …
Besondere Aufmerksamkeit wurde einer Samplerserie des Labels zuteil, die unter dem Namen „Punk Goes …“ veröffentlicht wird. Jede der CDs enthält Songs von Punk- und Emobands, die sich abseits ihrer gewohnten Musik versuchen. Bisher erschienen:
- 2000: Punk Goes Metal

Coverversionen von Metalklassikern. Unter den gecoverten Bands sind u. a. Judas Priest, Megadeth und Slayer; unter den Interpreten AFI, RX Bandits, Death By Stereo und The Ataris.
- 2002: Punk Goes Pop

Coverversionen von Charthits. Unter den gecoverten Interpreten sind u. a. Britney Spears, Pink, Destiny’s Child und Nelly Furtado; interpretiert wurden die Songs beispielsweise von Further Seems Forever, Rufio, Thrice und Noise Ratchet.
- 2003: Punk Goes Acoustic

Eine Zusammenstellung von akustischen Stücken. Diese Compilation enthält Beiträge von u. a. Rise Against, Thursday, From Autumn to Ashes und Strike Anywhere.
- 2005: Punk Goes ’80s

Coverversionen von Popklassikern der 1980er Jahre. Motion City Soundtrack, Midtown, Relient K, Sugarcult und andere versuchen sich an Songs von u. a. The Cure, Tears for Fears, The Police und Paula Abdul.
- 2006: Punk Goes ’90s

Coverversionen von Popklassikern der 1990er Jahre. „Song 2“ von Blur wird zum Beispiel von den Plain White T’s und Oasis’s „Wonderwall“ von Cartel gecovert.
- 2007: Punk Goes Acoustic, Vol. 2

Eine Zusammenstellung von akustischen Stücken. Diese Compilation enthält Beiträge von u. a. +44, The All-American Rejects, Anti-Flag, Silverstein, Say Anything, Alesana.
- 2008: Punk Goes Crunk

Coverversionen von Hip-Hop- und R-n-B-Songs wie zum Beispiel „Umbrella“ von Rihanna durch All Time Low oder „Hey Ya!“ von OutKast durch Lorene Drive.
- 2009: Punk Goes Pop. Vol 2.

Unter den gecoverten Interpreten sind u. a. Katy Perry, Justin Timberlake und Amy Winehouse; interpretiert wurden die Songs beispielsweise von Silverstein, A Static Lullaby und Alesana.
- 2010: Punk Goes Classic Rock

Coverversionen von Klassikern der Rockmusik. Unter anderem mit We Are the Champions gespielt von Mayday Parade und More Than A Feeling gecovert von Hit The Lights.
- 2010: Punk Goes Pop. Vol 3

mit Asking Alexandria, Mayday Parade und Breathe Carolina. Gecovert werden bspw. Justin Timberlake, Akon und Lady Gaga.
- 2012: Punk Goes Pop. Vol 4

mit Askylit Drive, Allstar Weekend, Pierce The Veil und Woe, Is Me. Gecovert werden bspw. Katy Perry, Bruno Mars und Adele.
- 2012: Punk Goes Pop. Vol 5

mit Memphis May Fire, Upon This Dawning, Mayday Parade, We Came As Romans, Like Moths To Flames, Breathe Carolina, Forever The Sickest Kids, Issues, The Maine, Crown The Empire, Craig Owens, The World Alive und Secrets.